# Кристін (Північна Дакота)
Крістін (англ. Christine) — місто (англ. city) в США, в окрузі Ричленд штату Північна Дакота. Населення — 151 особа (2020).

## Географія
Крістін розташований за координатами 46°34′30″ пн. ш. 96°48′23″ зх. д. / 46.57500° пн. ш. 96.80639° зх. д. (46.575115, -96.806261).  За даними Бюро перепису населення США в 2010 році місто мало площу 0,49 км², уся площа — суходіл. В 2017 році площа становила 0,53 км², уся площа — суходіл.

## Демографія
Згідно з переписом 2010 року, у місті мешкало 150 осіб у 61 домогосподарстві у складі 44 родин. Густота населення становила 303 особи/км².  Було 67 помешкань (135/км²).
Расовий склад населення:
| - 98,0 % — білих - 1,3 % — азіатів |

До двох чи більше рас належало 0,0 %. Частка іспаномовних становила 2,7 % від усіх жителів.
За віковим діапазоном населення розподілялося таким чином: 25,3 % — особи молодші 18 років, 64,7 % — особи у віці 18—64 років, 10,0 % — особи у віці 65 років та старші. Медіана віку мешканця становила 37,0 року. На 100 осіб жіночої статі у місті припадало 117,4 чоловіків;  на 100 жінок у віці від 18 років та старших — 119,6 чоловіків також старших 18 років.
Середній дохід на одне домашнє господарство  становив 74 310 доларів США (медіана — 63 750), а середній дохід на одну сім'ю — 89 979 доларів (медіана — 85 000). За межею бідності перебувало 2,9 % осіб, у тому числі 0,0 % дітей у віці до 18 років та 7,7 % осіб у віці 65 років та старших.
Цивільне працевлаштоване населення становило 93 особи. Основні галузі зайнятості: освіта, охорона здоров'я та соціальна допомога — 26,9 %, виробництво — 20,4 %, транспорт — 8,6 %, будівництво — 8,6 %.